# Kedungsugo
Kedungsugo is een bestuurslaag in het regentschap Sidoarjo van de provincie Oost-Java, Indonesië. Kedungsugo telt 4318 inwoners (volkstelling 2010).